# 南安城站
南安城站（日语：／ Minami-anjō eki */?）是位於愛知縣安城市安城町的場，名古屋鐵道（名鐵）的西尾線車站。車站編號為GN02。
此站為距離安城市中心最近的名鐵車站，所有西尾線列車均停站。此站最接近安城學園高校、安城生活福祉高等専修學校，在早上和黃昏會有許多高校生乘車。此站曾經為全日有人車站，在2007年引入車站集中管理系統（由西尾站管理）後成為無人車站。

## 歷史
- 1926年（大正15年）7月1日 - 碧海電氣鐵道線（日语：碧海電気鉄道）今村站（現時為新安城站）至米津站之間開通，此站啟用。
- 1961年（昭和36年）7月 - 車站大樓遷移。
- 1981年（昭和56年）5月1日 - 車站高架化[1]。為西尾線第一座高架車站。同時月台由可容納4卡延長至6卡車廂。
- 2007年（平成19年）10月11日 - 成為無人車站[1]｡
- 2007年（平成19年）11月14日 - 車站可以使用交通儲值卡「Trans Pass（日语：トランパス (交通プリペイドカード)）」。
- 2011年（平成23年）2月11日 - 車站可以使用「manaca」IC卡。
- 2012年（平成24年）2月29日 - 交通儲值卡「Trans Pass」的服務終止，此站也不可使用其儲值卡。
- 2019年（平成31年）3月 - 車站設置無障礙設施[2]。

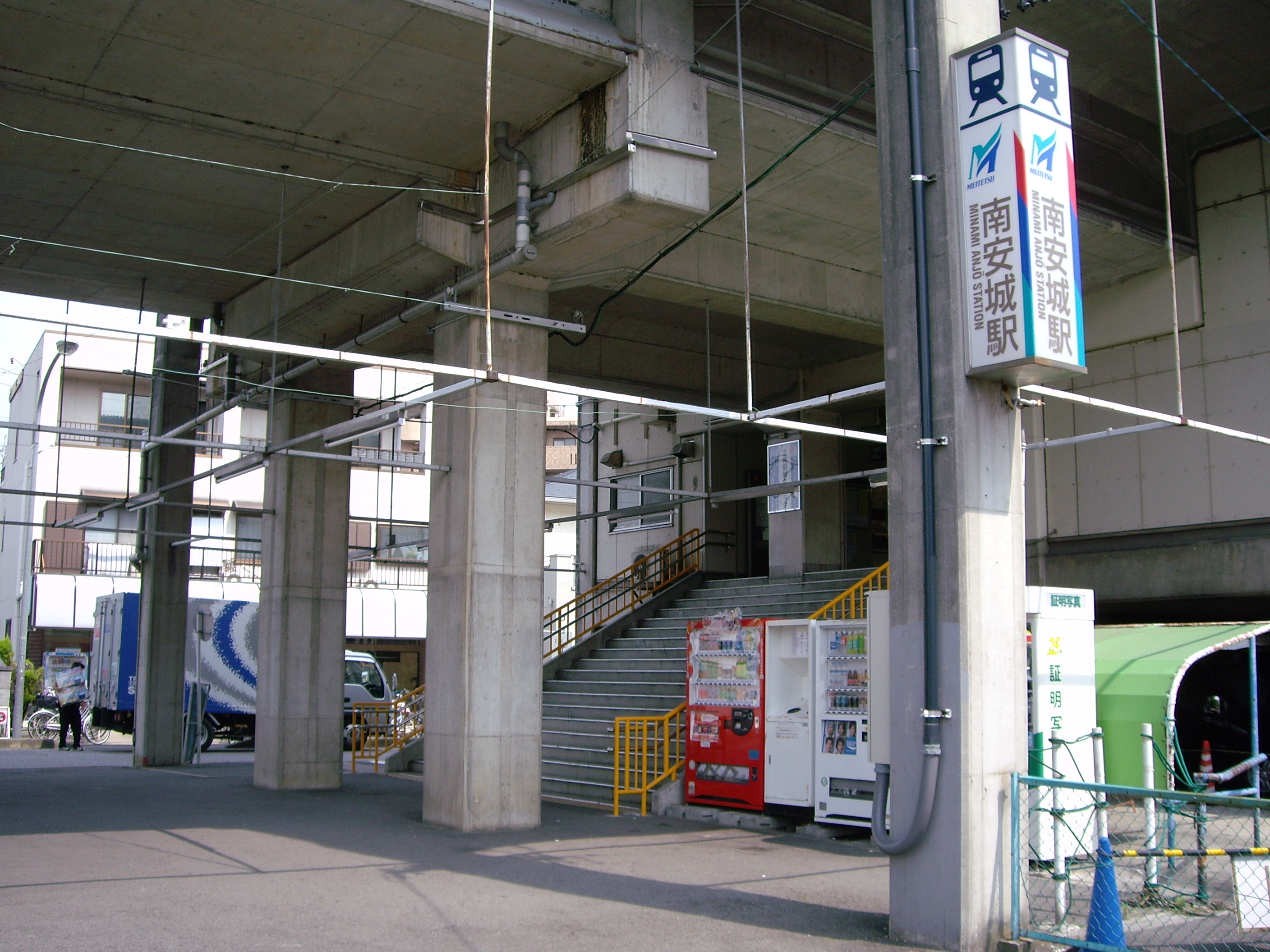
中2層時代的閘口（2008年）
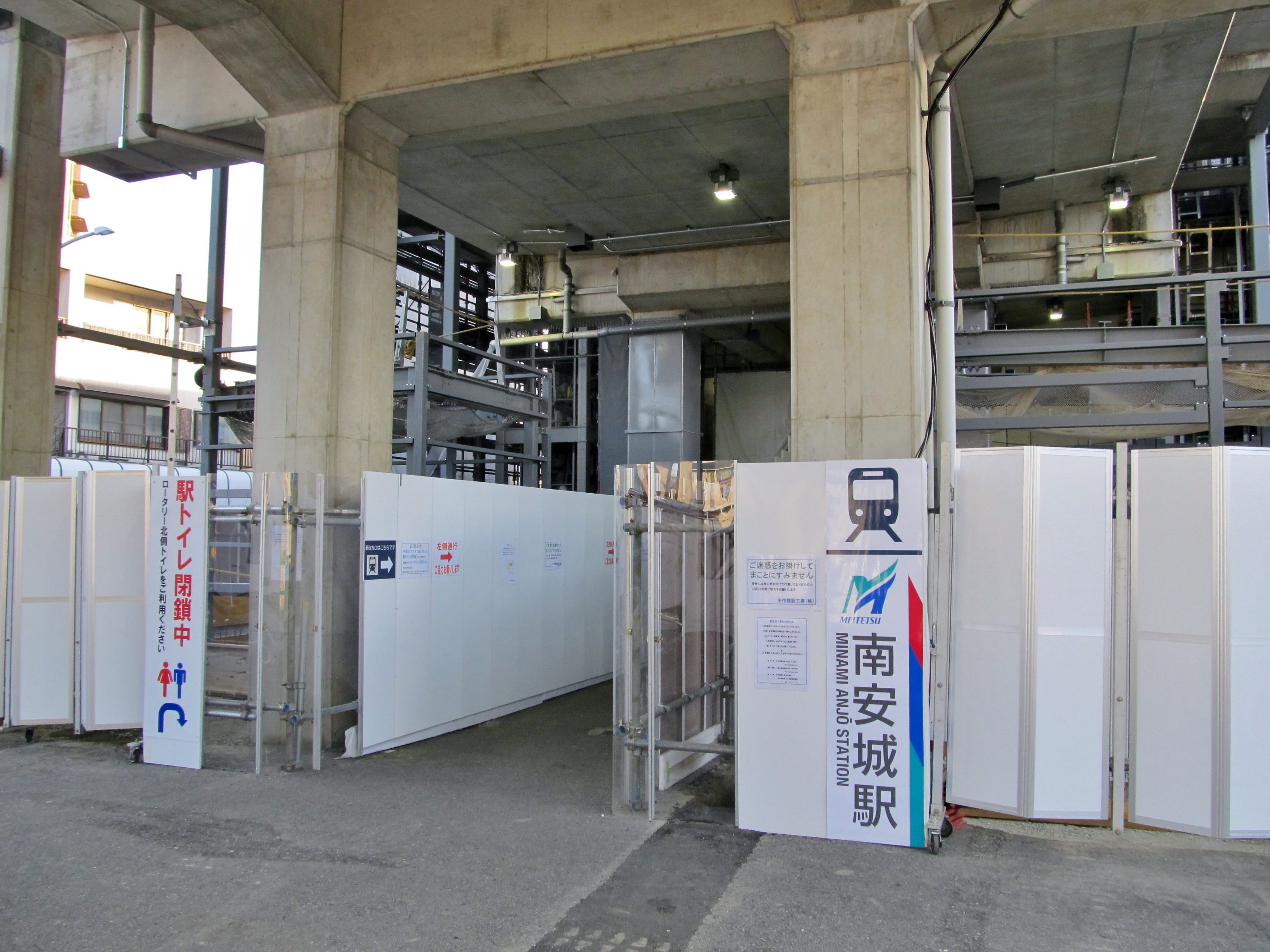
無障礙化工程（2019年）

## 車站構造
車站是一座高架車站，設有2面2線的相對式月台，可進行列車交會和容納6卡車廂。在第1層為閘口與多功能廁所，中2層為廁所。隨著車站無障礙化，第1層的車站大堂擴展。在2019年3月新設升降機，月台高度提高，並翻新候車室。
轉轍器為彈簧結構，所有列車靠左進站。現時的時間表中，急行與普通會進行列車交會。若往吉良吉田的列車延誤，會使反方向的列車造成影響。。
| 月台 | 路線   | 上下行 | 方向                   |
| ---- | ------ | ------ | ---------------------- |
| 1    | 西尾線 | 上行   | 新安城、名鐵名古屋方向 |
| 2    | 西尾線 | 下行   | 西尾、吉良吉田方向     |

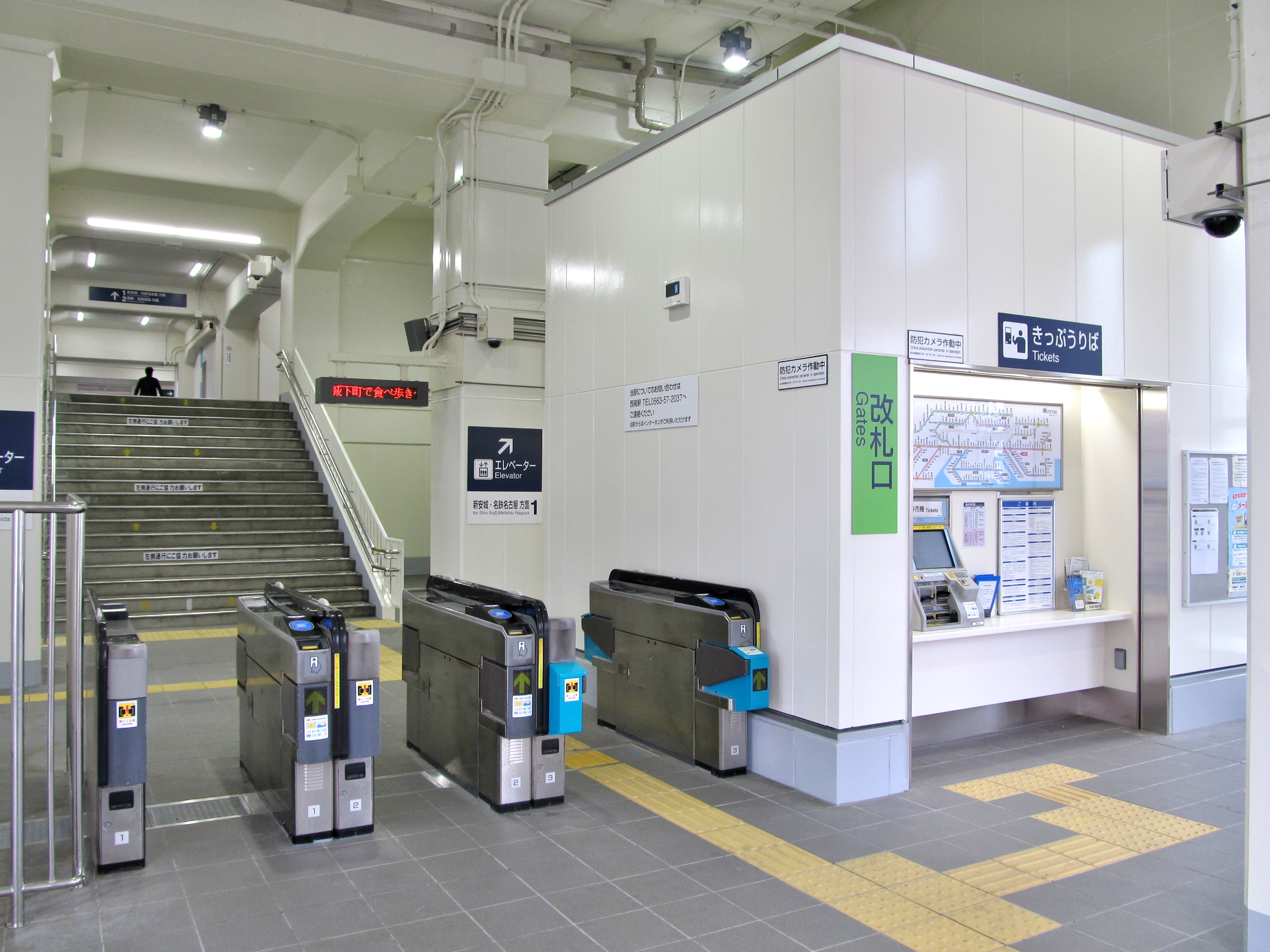
閘口
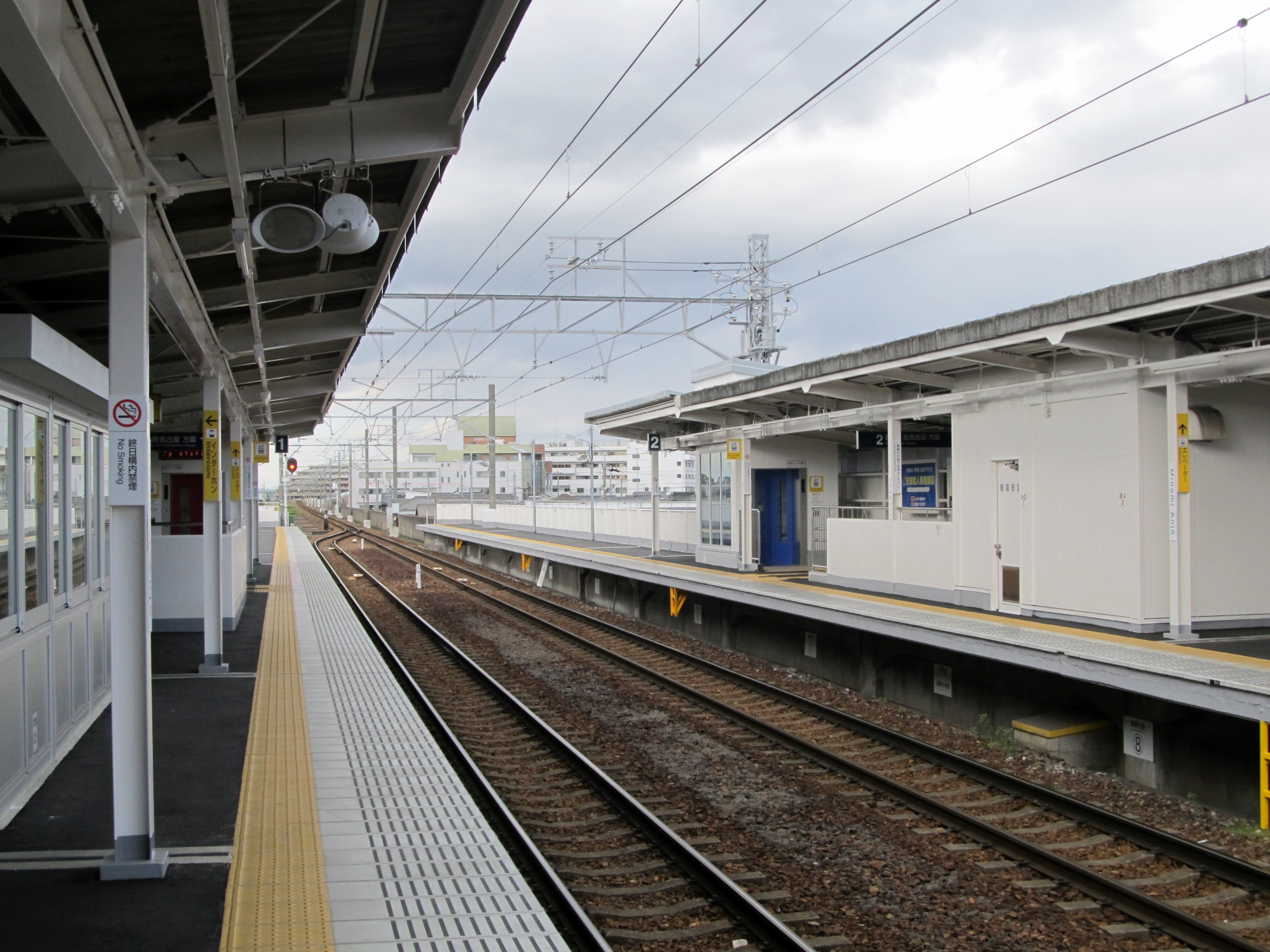
月台
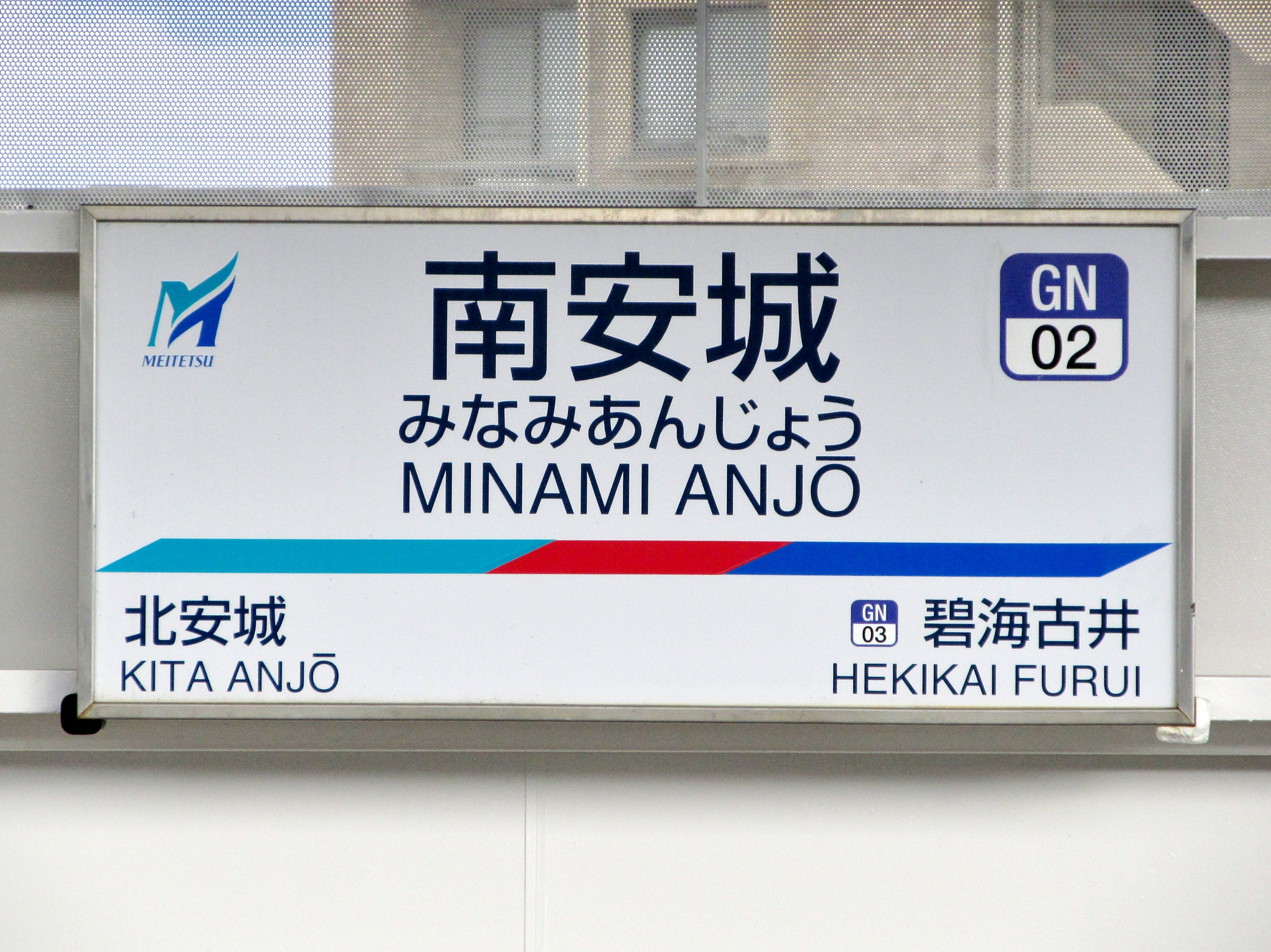
站名牌

### 配線圖
| ← 新安城・ 名古屋方向 | 南安城站 站內配線略圖 | → 西尾・ 吉良吉田方向 |
| 图例 参考文献：       |                       |                       |

## 使用狀況
- 在中提及在2013年度，當時1日平均上下車人次為4,481人，為名鐵所有車站（275站）排名第94，西尾線、蒲郡線（23站）中排名第3[5]。
- 在中提及在1992年度，當時1日平均上下車人次為4,724人，為除岐阜市內線均一車費區間內各站（岐阜市內線、田神線、美濃町線徹明町站至琴塚站之間）外名鐵所有車站（342站）中排名第98，西尾線、蒲郡線（24站）排名第2[6]。
- 在中提及在2010年度1日平均乘車人次為1,931人[7]。
- 以下為近年1日平均乘車人次的列表：

雖然車站於2007年成為無人車站，但是使用人次有所增加，比有人車站的櫻井站還要多。
以下為2016年以前1日平均上下車人次的列表：
| 年度   | 1日平均 上下車人員 |
| ------ | ------------------ |
| 2007年 | 3,943              |
| 2008年 | 3,962              |
| 2009年 | 3,777              |
| 2010年 | 3,894              |
| 2011年 | 3,992              |
| 2012年 | 4,220              |
| 2013年 | 4,481              |
| 2014年 | 4,502              |
| 2015年 | 4,742              |
| 2016年 | 4,861              |
| 2017年 | 5,026              |
| 2018年 | 5,202              |

## 車站周邊
車站西邊設有迴旋路，在西北方安城站方向設有行人通道拱廊型商店街。另一方面，南邊設有愛知縣道48號岡崎刈谷線。
- 安城Korona World（日语：コロナワールド）
- Yamanaka（日语：ヤマナカ）安城Frante館
- 安城學園高等學校（日语：安城学園高等学校）
- 學校法人櫻花學園 - 『安城生活福祉高等専修學校』，『慈惠齒科醫療時裝専門學校』
- 安城市歴史博物館（日语：安城市歴史博物館）
- 上條城（日语：上条城 (三河国)）遺址
- valor（日语：バロー (チェーンストア)）安城日之出店

## 巴士路線
- Ankuru巴士（日语：あんくるバス）
  - 0號系統循環線、1號系統安祥線

由安城市營運的社區巴士

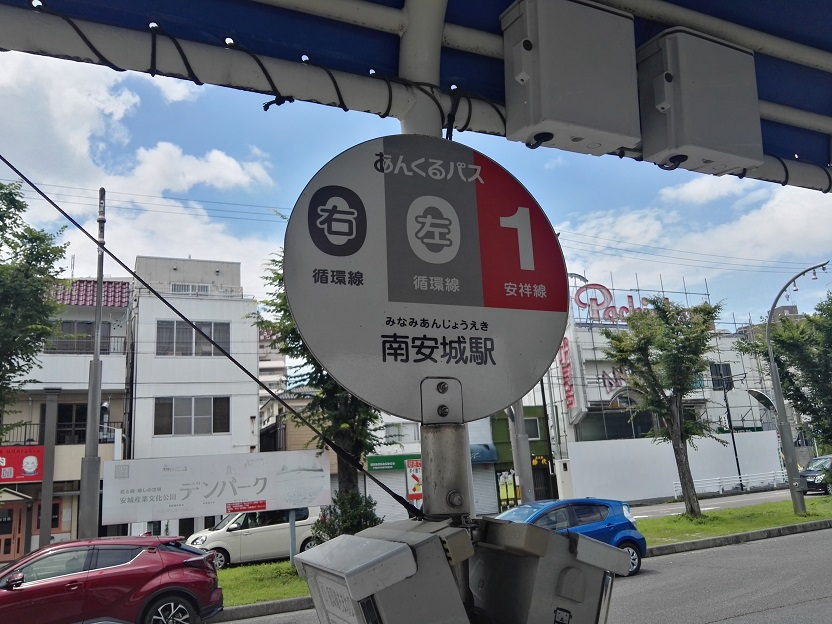
巴士站

## 相鄰車站
名古屋鐵道
 西尾線
■特急、■急行
新安城（HN17）－（部分急行停北安城（GN01））－南安城（GN02）－（部分急行停碧海古井（GN03））－櫻井（GN05）
、■普通
北安城（GN01）－南安城（GN02）－碧海古井（GN03）

### 曾經運行的路線
安城支線（廢止）
安城－南安城

## 注腳
1. 1 2  寺田裕一. . Neko出版. 2013: 255. ISBN 978-4777013364.
2. ↑   (PDF). 名古屋鐵道.   [2019年4月1日]. （原始内容存档 (PDF)于2018年5月9日）.
3. 1 2  駅時刻表：名古屋鉄道・名鉄バス （页面存档备份，存于），2019年3月24日參閲
4. ↑  電氣車研究會，『鐵道畫刊』通卷第816號 2009年3月 臨時特刊號 「特集 - 名古屋鉄道」，卷末收錄「名古屋鐵道 配線略圖」
5. ↑  名鐵120年史編纂委員會事務局（編）. . 名古屋鐵道. 2014: 160–162.
6. ↑  名古屋鐵道廣報宣傳部（編）. . 名古屋鐵道. 1994: 651–653.
7. ↑  .   [2015-02-20]. （原始内容存档于2015-01-28）.
8. 1 2 3 4 5 6 7 8 9 10 11 12   (PDF). 安城市.   [2020年1月4日]. （原始内容 (PDF)存档于2020年1月4日）.

## 外部連結
- 南安城 - 名古屋鐵道